# Coupe ASOBAL 2013-2014
Navigation
Coupe ASOBAL 2012-2013 Coupe ASOBAL 2014-2015
La Coupe ASOBAL 2013-2014 est la 24e édition de la compétition qui a eu lieu les 21 et 22 décembre 2013 dans le Palau Blaugrana de Barcelone.
Elle est remportée par le FC Barcelone pour la 9e fois.

## Équipes engagées et formule
Les équipes engagées sont les quatre premières équipes du Championnat d'Espagne 2013-2014 à la fin des matchs aller :
| Rang | Équipe              | Pts | J  | G  | N | P | Bp  | Bc  | Diff |
| ---- | ------------------- | --- | -- | -- | - | - | --- | --- | ---- |
| 1    | FC Barcelone        | 30  | 15 | 15 | 0 | 0 | 561 | 334 | 227  |
| 2    | BM Granollers       | 22  | 15 | 11 | 0 | 4 | 386 | 354 | 32   |
| 3    | BM Huesca           | 21  | 15 | 10 | 1 | 4 | 402 | 380 | 22   |
| 4    | Naturhouse La Rioja | 20  | 15 | 9  | 2 | 4 | 455 | 414 | 41   |

Le format de la compétition est une phase finale à 4 (demi-finale, finale) avec élimination directe. L'équipe qui remporte la compétition obtient une place qualificative pour la Ligue des champions 2014-2015.

## Résultats
|  | Demi-finales        | Demi-finales |               |    | Finale | Finale |
|  | Demi-finales        | Demi-finales |               |    | Finale | Finale |
|  |                     |              |               |    |        |        |
|  |                     |              |               |    |        |        |
|  |                     |              |               |    |        |        |
|  | BM Granollers       | 29           |               |    |        |        |
|  | BM Granollers       | 29           |               |    |        |        |
|  | Naturhouse La Rioja | 28           |               |    |        |        |
|  | Naturhouse La Rioja | 28           | BM Granollers | 28 |        |        |
|  |                     |              | BM Granollers | 28 |        |        |
|  |                     | FC Barcelone | 34            |    |        |        |
|  | FC Barcelone        | FC Barcelone | 34            | 39 |        |        |
|  | FC Barcelone        |              |               | 39 |        |        |
|  | BM Huesca           | 25           |               |    |        |        |
|  | BM Huesca           | 25           |               |    |        |        |